# Felix van Nola

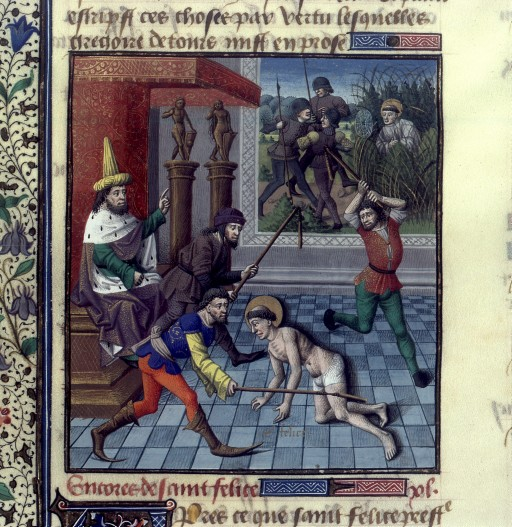
De gearresteerde Felix wordt mishandeld

Felix van Nola (ca. 250) was een priester in Nola bij Napels in Italië
Hij verkocht bezittingen om aan de armen te kunnen geven, maar werd wegens zijn Christelijk geloof gearresteerd en gemarteld tijdens de vervolging door de Romeinse keizer Decius (249–251). Gedacht werd dat hij de martelaardood stierf tijdens de vervolging door Decius of diens opvolger Valerianus (ca. 253), maar tegenwoordig staat hij in de Calendarium Romanum Generale vermeld als iemand die de martelingen overleefde.

## Biografie
Felix was de oudste zoon van Hermias, een Syrische Centurion die zich had teruggetrokken in Nola, Italië. Na de dood van zijn vader verkocht Felix de meeste van zijn bezittingen, gaf de opbrengst aan de armen en volgde zijn geestelijke roeping. Felix werd gewijd door, en werkte samen met, Sint Maximus van Nola.
Toen bisschop Maximus naar de bergen vluchtte om te ontsnappen aan vervolging door de Romeinse keizer, werd in zijn plaats Felix gearresteerd en in de boeien geslagen. Hij ontsnapte uit de gevangenis (volgens de legende met behulp van een engel) en hielp bisschop Maximus door hem in een leegstaand gebouw voor de soldaten te verbergen. De twee slaagden erin zich voor de autoriteiten te verbergen tot de vervolging eindigde met de dood van keizer Decius in het jaar 251.
Na het overlijden van Maximus wilde de bevolking dat Felix de volgende bisschop van Nola zou worden. Dat wees hij af, de voorkeur gevend aan Quintus, een "senior" priester die zeven dagen eerder priester was geworden dan Felix. Felix bleef zelf priester en werkte nauw samen met Quintus. Ook zette hij het bewerken van zijn overgebleven land voort, en gaf een deel van de opbrengsten aan mensen die nog armer waren dan hijzelf.
Volgens legenden stierf Felix de martelaarsdood in ofwel het jaar 255 onder keizer Valerianus (253–260) of in een andere versie, tijdens de algemene vervolging door Decius (249–251). Volgens Butler stierf Felix echter op vrij hoge leeftijd, op een 14e januari.

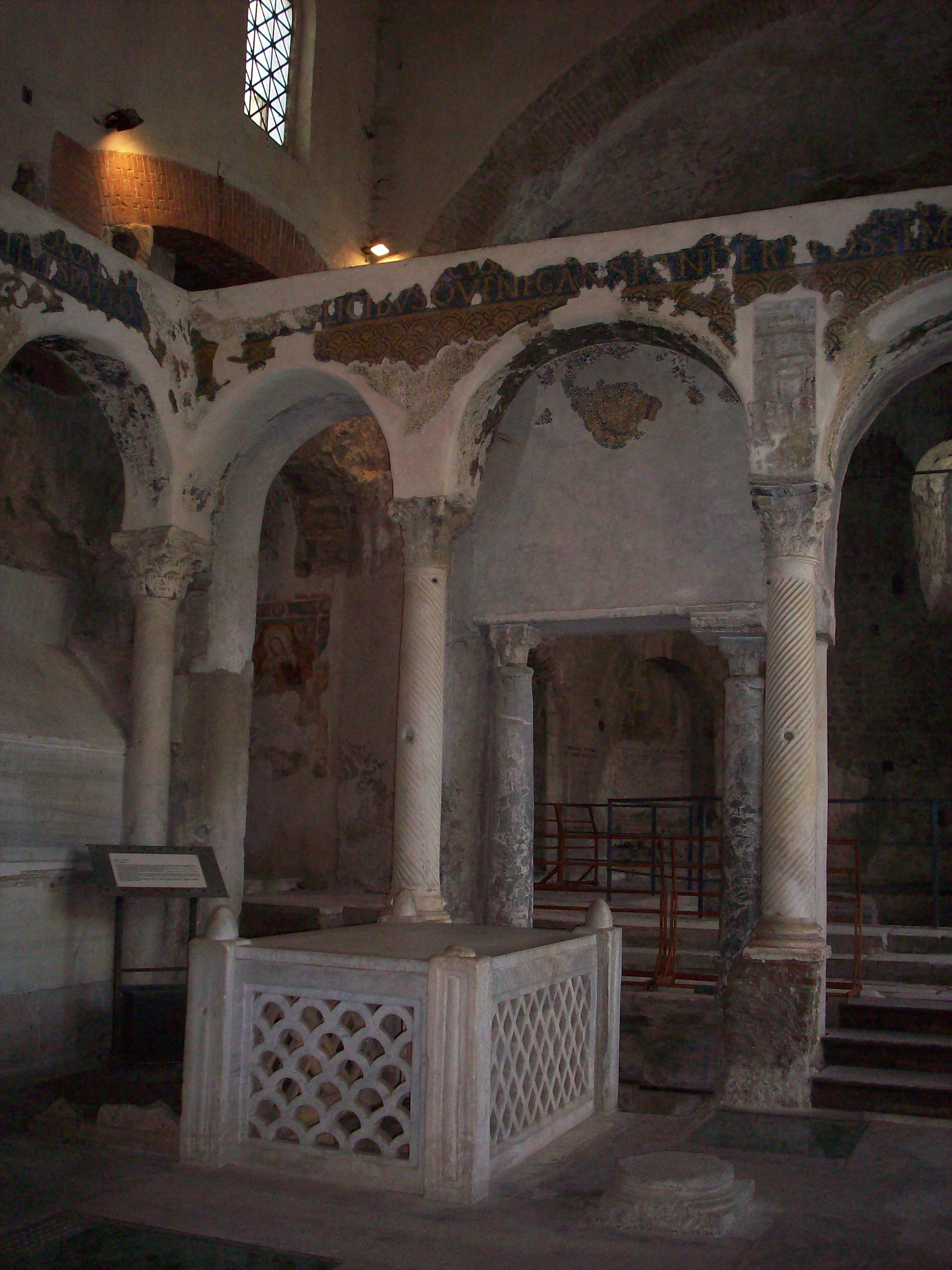
Graf van Felix van Nola in Cimitile

De weinige informatie die over Felix bekend is, is afkomstig uit brieven en gedichten van bisschop Paulinus van Nola, die leefde van 354 tot 431. 
Bij de plaats waar hij werd begraven, werden vijf kerken gebouwd. Zijn overblijfselen worden in de kathedraal bewaard, echter sommige delen bevinden zich in Rome, Benevento, en enkele andere plaatsen. Gelovigen reisden van ver om de plaats van het graf van deze vereerde heilige te zien, met name rond 14 januari, en brachten hun gaven mee. Bisschop Paulinus vereerde hem jarenlang op deze dag met het schrijven van een gedicht.
Hij moet niet worden verward met een andere St. Felix van Nola, met als naamdag 15 november; deze leefde ongeveer een eeuw later. In legenden wordt hij mogelijk verwisseld met deze latere Felix, en mogelijk ook met ene Felix in Pincis.